# 18.ª etapa do Giro d'Italia de 2018
A 18.ª etapa do Giro d'Italia de 2018 decorreu em 24 de maio de 2018 entre Abbiategrasso e Prato Nevoso sobre um percurso de 196 km e foi vencido pelo ciclista alemão Maximilian Schachmann da equipe Quick-Step Floors.

## Classificação da etapa
| \| Classificação por etapas \| Classificação por etapas \| Classificação por etapas \| Classificação por etapas \| Classificação por etapas \| \| Ciclista \| Ciclista \| Equipe \| Tempo \| \| \| ------------------------ \| ------------------------ \| ----------------------------- \| ------------------------ \| ------------------------ \| \| 1. \| Maximilian Schachmann \| Quick-Step Floors \| 4h55m42s \| \| \| 2. \| Rubén Plaza \| Israel Cycling Academy \| + 10s \| \| \| 3. \| Mattia Cattaneo \| Androni Giocattoli-Sidermec \| + 16s \| \| \| 4. \| Christoph Pfingsten \| Bora-Hansgrohe \| + 1m10s \| \| \| 5. \| Marco Marcato \| UAE Team Emirates \| + 1m26s \| \| \| 6. \| Michael Mørkøv \| Quick-Step Floors \| + 1m36s \| \| \| 7. \| Viacheslav Kuznetsov \| Katusha-Alpecin \| + 1m52s \| \| \| 8. \| Jos van Emden \| LottoNL-Jumbo \| + 3m22s \| \| \| 9. \| Alex Turrin \| Wilier Triestina-Selle Italia \| + 3m29s \| \| \| 10. \| Davide Ballerini \| Androni Giocattoli-Sidermec \| + 5m09s \| \| |                       |                               |          |
| |                       |                               |          |
| Fonte: ProCyclingStats |                       |                               |          |
| Classificação por etapas |                       |                               |          |
| Ciclista | Ciclista              | Equipe                        | Tempo    |
| 1. | Maximilian Schachmann | Quick-Step Floors             | 4h55m42s |
| 2. | Rubén Plaza           | Israel Cycling Academy        | + 10s    |
| 3. | Mattia Cattaneo       | Androni Giocattoli-Sidermec   | + 16s    |
| 4. | Christoph Pfingsten   | Bora-Hansgrohe                | + 1m10s  |
| 5. | Marco Marcato         | UAE Team Emirates             | + 1m26s  |
| 6. | Michael Mørkøv        | Quick-Step Floors             | + 1m36s  |
| 7. | Viacheslav Kuznetsov  | Katusha-Alpecin               | + 1m52s  |
| 8. | Jos van Emden         | LottoNL-Jumbo                 | + 3m22s  |
| 9. | Alex Turrin           | Wilier Triestina-Selle Italia | + 3m29s  |
| 10. | Davide Ballerini      | Androni Giocattoli-Sidermec   | + 5m09s  |

## Classificações ao final da etapa

### Classificação geral(Maglia Rosa)
| \| Classificação geral \| Classificação geral \| Classificação geral \| Classificação geral \| Classificação geral \| \| Ciclista \| Ciclista \| Equipe \| Tempo \| \| \| ------------------- \| ------------------- \| ------------------- \| ------------------- \| ------------------- \| \| 1. \| Simon Yates \| Mitchelton-Scott \| 75h06m24s \| \| \| 2. \| Tom Dumoulin \| Team Sunweb \| + 28s \| \| \| 3. \| Domenico Pozzovivo \| Bahrain-Merida \| + 2m43s \| \| \| 4. \| Chris Froome \| Team Sky \| + 3m22s \| \| \| 5. \| Thibaut Pinot \| Groupama-FDJ \| + 4m24s \| \| \| 6. \| Miguel Ángel López \| Astana \| + 4m54s \| \| \| 7. \| Rohan Dennis \| BMC Racing Team \| + 5m09s \| \| \| 8. \| Pello Bilbao \| Astana \| + 5m54s \| \| \| 9. \| Richard Carapaz \| Movistar Team \| + 5m59s \| \| \| 10. \| Patrick Konrad \| Bora-Hansgrohe \| + 7m05s \| \| |                    |                  |           |
| |                    |                  |           |
| Fonte: ProCyclingStats |                    |                  |           |
| Classificação geral |                    |                  |           |
| Ciclista | Ciclista           | Equipe           | Tempo     |
| 1. | Simon Yates        | Mitchelton-Scott | 75h06m24s |
| 2. | Tom Dumoulin       | Team Sunweb      | + 28s     |
| 3. | Domenico Pozzovivo | Bahrain-Merida   | + 2m43s   |
| 4. | Chris Froome       | Team Sky         | + 3m22s   |
| 5. | Thibaut Pinot      | Groupama-FDJ     | + 4m24s   |
| 6. | Miguel Ángel López | Astana           | + 4m54s   |
| 7. | Rohan Dennis       | BMC Racing Team  | + 5m09s   |
| 8. | Pello Bilbao       | Astana           | + 5m54s   |
| 9. | Richard Carapaz    | Movistar Team    | + 5m59s   |
| 10. | Patrick Konrad     | Bora-Hansgrohe   | + 7m05s   |

### Classificação por pontos(Maglia Ciclamino)
| Classificação por pontos | Classificação por pontos | Classificação por pontos      | Classificação por pontos | Classificação por pontos |
| Ciclista                 | Ciclista                 | Equipe                        | Pontos                   |                          |
| ------------------------ | ------------------------ | ----------------------------- | ------------------------ | ------------------------ |
| 1.                       | Elia Viviani             | Quick-Step Floors             | 290 pts                  |                          |
| 2.                       | Sam Bennett              | Bora-Hansgrohe                | 232 pts                  |                          |
| 3.                       | Davide Ballerini         | Androni Giocattoli-Sidermec   | 119 pts                  |                          |
| 4.                       | Simon Yates              | Mitchelton-Scott              | 113 pts                  |                          |
| 5.                       | Sacha Modolo             | EF Education First-Drapac     | 110 pts                  |                          |
| 6.                       | Marco Frapporti          | Androni Giocattoli-Sidermec   | 109 pts                  |                          |
| 7.                       | Danny van Poppel         | LottoNL-Jumbo                 | 107 pts                  |                          |
| 8.                       | Niccolò Bonifazio        | Bahrain-Merida                | 93 pts                   |                          |
| 9.                       | Eugert Zhupa             | Wilier Triestina-Selle Italia | 64 pts                   |                          |
| 10.                      | Tom Dumoulin             | Team Sunweb                   | 63 pts                   |                          |

### Classificação da montanha(Maglia Azzurra)
| Classificação da montanha | Classificação da montanha | Classificação da montanha   | Classificação da montanha | Classificação da montanha |
| Ciclista                  | Ciclista                  | Equipe                      | Pontos                    |                           |
| ------------------------- | ------------------------- | --------------------------- | ------------------------- | ------------------------- |
| 1.                        | Simon Yates               | Mitchelton-Scott            | 91 pts                    |                           |
| 2.                        | Giulio Ciccone            | Bardiani CSF                | 52 pts                    |                           |
| 3.                        | Esteban Chaves            | Mitchelton-Scott            | 47 pts                    |                           |
| 4.                        | Thibaut Pinot             | Groupama-FDJ                | 46 pts                    |                           |
| 5.                        | Chris Froome              | Team Sky                    | 36 pts                    |                           |
| 6.                        | Domenico Pozzovivo        | Bahrain-Merida              | 36 pts                    |                           |
| 7.                        | Maximilian Schachmann     | Quick-Step Floors           | 35 pts                    |                           |
| 8.                        | Fausto Masnada            | Androni Giocattoli-Sidermec | 35 pts                    |                           |
| 9.                        | Valerio Conti             | UAE Team Emirates           | 33 pts                    |                           |
| 10.                       | Matteo Montaguti          | AG2R La Mondiale            | 29 pts                    |                           |

### Classificação dos jovens(Maglia Bianca)
| Classificação dos jovens | Classificação dos jovens | Classificação dos jovens    | Classificação dos jovens | Classificação dos jovens |
| Ciclista                 | Ciclista                 | Equipe                      | Tempo                    |                          |
| ------------------------ | ------------------------ | --------------------------- | ------------------------ | ------------------------ |
| 1.                       | Miguel Ángel López       | Astana                      | 75h11m18s                |                          |
| 2.                       | Richard Carapaz          | Movistar Team               | + 1m05s                  |                          |
| 3.                       | Ben O'Connor             | Dimension Data              | + 2m51s                  |                          |
| 4.                       | Sam Oomen                | Team Sunweb                 | + 4m10s                  |                          |
| 5.                       | Maximilian Schachmann    | Quick-Step Floors           | + 21m31s                 |                          |
| 6.                       | Fausto Masnada           | Androni Giocattoli-Sidermec | + 43m17s                 |                          |
| 7.                       | Valerio Conti            | UAE Team Emirates           | + 47m30s                 |                          |
| 8.                       | Jack Haig                | Mitchelton-Scott            | + 53m34s                 |                          |
| 9.                       | Matej Mohorič            | Bahrain-Merida              | + 54m06s                 |                          |
| 10.                      | Felix Großschartner      | Bora-Hansgrohe              | + 55m22s                 |                          |

### Classificação por equipas"Super Team"
| Classificação por equipes | Classificação por equipes | Classificação por equipes | Classificação por equipes |
| Equipe                    | Equipe                    | Tempo                     |                           |
| ------------------------- | ------------------------- | ------------------------- | ------------------------- |
| 1.                        | Sky                       | 225h43m32s                |                           |
| 2.                        | Astana                    | + 8m17s                   |                           |
| 3.                        | Mitchelton-Scott          | + 19m15s                  |                           |
| 4.                        | Bora-Hansgrohe            | + 20m18s                  |                           |
| 5.                        | Groupama-FDJ              | + 32m42s                  |                           |
| 6.                        | AG2R La Mondiale          | + 42m25s                  |                           |
| 7.                        | Movistar Team             | + 43m52s                  |                           |
| 8.                        | Team Sunweb               | + 50m04s                  |                           |
| 9.                        | Dimension Data            | + 1h12m17s                |                           |
| 10.                       | UAE Team Emirates         | + 1h12m49s                |                           |

## Abandonos
Nenhum.